# Black Panther: Wakanda nechť žije
Black Panther: Wakanda nechť žije (v anglickém originále Black Panther: Wakanda Forever) je americký film založený na postavě z komiksů Marvel Comics Black Panther. Film je pokračováním filmu Black Panther (2018) a je 30. filmem v Marvel Cinematic Universe. Film režíroval Ryan Coogler, který zároveň napsal scénář s Joem Robertem Colem, a v titulních rolích se objeví Lupita Nyong'o, Danai Gurira, Martin Freeman, Letitia Wrightová, Winston Duke a Angela Bassettová.
Poprvé se začalo uvažovat o druhém dílu filmu Black Panther v únoru 2018 a v následujících měsících Marvel Studios oficiálně pokračování potvrdilo. Plány na film se ale změnily v srpnu 2020, kdy představitel Black Panthera Chadwick Boseman zemřel na rakovinu tlustého střeva. Nakonec se v listopadu 2019 potvrdilo, že se vrátí další hlavní členové prvního filmu. Název filmu byl oznámen v květnu 2021.
Natáčení bylo zahájeno koncem června 2021 v Atlantě a skončilo 24. března 2022. Film měl premiéru ve Spojených státech 11. listopadu 2022 a v Česku 10. listopadu téhož roku.

## Děj
Královna Ramonda, Shuri, M'Baku, Okoye a Dora Milaje bojují, aby ochránily svůj národ před zasahujícími světovými mocnostmi po smrti krále T'Chally. Během bojů se proto musí spojit s Everettem Rossem z CIA a Nakiou, aby znovu vytvořili funkční království Wakandy.

## Obsazení
- Letitia Wrightová jako Shuri / Black Panther – T'Challova sestra, která navrhuje technologie pro Wakandu. Po smrti T'Chally převezme roli Black Panthera.[8]
- Lupita Nyong'o jako Nakia – T'Challova bývalá milenka, válečný pes a tajný špión Wakandy, z kmene Řeky[9][10]
- Danai Gurira jako Okoye – vedoucí jednotky ženských speciálních sil Dora Milaje a strážců Wakandy[11]
- Winston Duke jako M'Baku – mocný válečník, který je vůdcem Horského kmene Wakandy[9][12]
- Florence Kasumba jako Ayo – válečnice a nová velitelka Dory Milaje[13]
- Dominique Thorne jako Riri Williams / Ironheart – geniální vynálezkyně, která si vyrábí brnění podobné Starkovým[14]
- Tenoch Huerta jako Namor – Mutant a vládce Talocanu, starověké Mayské civilizace lidí žijícich v hlubinách moří. Je znám taky pod jménem K'uk'ulkan opeřený hadí Bůh.
- Martin Freeman jako Everett K. Ross – agent CIA[15]
- Angela Bassettová jako Ramonda – matka T'Chally a Shuri, královna matka Wakandy, která špatně snáší smrt svého syna T'Chally[9]
- Michaela Coel jako Aneka – členka Dory Milaje[16]
- Julia Louis-Dreyfus jako Valentina Allegra de Fontaine – nová ředitelka CIA a bývalá manželka agenta Rosse
- Mabel Caden jako Namora – Namorova sestřenice a válečnice Talocanu
- Alex Livinalli jako Attuma –Velitel a válečník Talocanské armády.

Dále se objavili Isaach de Bankolé, Dorothy Steel a Danny Sapani si zopakují své role vůdců jednotlivých kmenů z předchozího filmu. V cameo roli se objevil Michael B. Jordan jako N'Jadaka / Erik "Killmonger" Stevens z filmu Black Panther. Trevor Noah nadaboval hlas umělé inteligence Giora. V potitulkové scéně se objevil Divine Love Konadu-Sun jako Toussaint / T'Challa syn Nakie a T'Chally.